# Dincolo de cea mai îndepărtată stea (roman)
Beyond the Farthest Star este un roman science fiction scris de Edgar Rice Burroughs. Romanul este format din două nuvele, "Adventure on Poloda" și "Tangor Returns", scrise rapid la sfârșitul anului 1940. Prima a fost publicată în "The Blue Book Magazine" în 1942, dar a doua a fost publicată abia în 1964 când a fost prezentată în Tales of Three Planets alături de "The Resurrection of Jimber-Jaw" și The Wizard of Venus.

## Legături externe
- Free Ebook from Project Gutenberg of Australia
- Edgar Rice Burroughs Summary Project page for Beyond the Farthest Star
- Map of Poloda System
- Maps of Poloda and Omos Arhivat în 26 august 2011, la Wayback Machine.

Format:Edgar Rice Burroughs